# علاوان
علاوان هي قرية في مقاطعة سردشت، إيران. يقدر عدد سكانها بـ 112 نسمة بحسب إحصاء 2016.